# Щехово
Щехово (пол. Szczechowo) — село в Польщі, у гміні Щутово Серпецького повіту Мазовецького воєводства.
Населення — 107 осіб (2011).
У 1975-1998 роках село належало до Плоцького воєводства.

## Демографія
Демографічна структура станом на 31 березня 2011 року:
|          | Загалом | Допрацездатний вік | Працездатний вік | Постпрацездатний вік |
| -------- | ------- | ------------------ | ---------------- | -------------------- |
| Чоловіки | 54      | 18                 | 34               | 2                    |
| Жінки    | 53      | 15                 | 29               | 9                    |
| Разом    | 107     | 33                 | 63               | 11                   |